# Continental 62

Continental 62 es el cuarto álbum de Christina Rosenvinge. Fue publicado el 20 de febrero de 2006 y completa la trilogía comenzada en 2001 con Frozen pool.

## Lista de canciones
| Continental 62 |                     |                      |          |  |
| N.º            | Título              | Escritor(es)         | Duración |  |
| 1.             | «Continental 62»    | Christina Rosenvinge | 5:59     |  |
| 2.             | «White hole»        | Christina Rosenvinge | 4:01     |  |
| 3.             | «Window»            | Christina Rosenvinge | 3:34     |  |
| 4.             | «A liar to love»    | Christina Rosenvinge | 3:44     |  |
| 5.             | «Jelly»             | Christina Rosenvinge | 3:26     |  |
| 6.             | «Helicopter song»   | Christina Rosenvinge | 1:12     |  |
| 7.             | «¿Quién me querrá?» | Christina Rosenvinge | 3:21     |  |
| 8.             | «Tok tok»           | Christina Rosenvinge | 4:48     |  |
| 9.             | «Teclas negras»     | Christina Rosenvinge | 3:43     |  |
| 10.            | «Nickel song»       | Christina Rosenvinge | 4:12     |  |
| 38:00          |                     |                      |          |  |